# International Cricket Council
L'International Cricket Council (ICC) è la massima autorità del gioco del cricket. Il compito dell'ICC è fondamentale poiché esso definisce le norme del gioco, regola i rapporti tra le federazioni nazionali e organizza i principali tornei del mondo.

## Storia
Fu fondato il 15 luglio 1909 dai rappresentanti di Inghilterra, Australia e Sudafrica con il nome Imperial Cricket Conference. Nel 1926 vennero ammesse come full members anche le Indie Occidentali Britanniche, India e Nuova Zelanda, pertanto anche queste nazioni ricevettero il Test status. Il Pakistan divenne indipendente dall'India nel 1947 e chiese di ottenere il Test status che venne prontamente concesso non appena la selezione pakistana se ne dimostrò all'altezza nel 1952 (godendone appieno solo a partire dall'anno successivo).
Nel 1961 il Sudafrica lasciò il Commonwealth delle nazioni per via della politica di Apartheid duramente contestata a livello internazionale, di riflesso quindi il Sudafrica si dimise anche dallo stato di full member dell'ICC.
Nel 1965 a causa del processo di disfacimento dell'Impero britannico il nome fu cambiato in International Cricket Conference, inoltre venne concesso un voto nel comitato esecutivo in rappresentanza dei paesi Associate Members.
Nel 1981 il numero dei full members tornò a 7 con l'ammissione dello Sri Lanka. Nel 1989 ci fu un nuovo cambiamento di nome e l'ICC assunse la denominazione definitiva attuale. Nel 1991 fu riammesso il Sudafrica in seguito alla fine del regime di Apartheid e l'anno seguente anche lo Zimbabwe entrò nella lista dei full members. Nel 2000 anche il Bangladesh ottenne lo status di full member.
A metà anni duemila gli ultimi due ingressi nel vertice del cricket hanno destato molteplici polemiche e si sono da più parti levate voci per la loro retrocessione. La nazionale bengalese tuttavia è riuscita a scrollarsi di dosso tali polemiche confermando la propria forza di gioco sul campo, mentre la nazionale dello Zimbabwe ha avuto molteplici problemi legati alla situazione del paese ed è attualmente in fase di ripresa.
A giugno 2017 il numero dei Full Members sale a 12 con l'ingresso di Irlanda e Afghanistan.

## Membri
Attualmente i Full Members dell'ICC sono dodici, poi ci sono anche trentaquattro nazioni "Associate Members", tra cui l'Italia, e sessanta nazioni "Affiliate Members", per un totale di centoquattro paesi.

### Full Members
| Ordine | Squadra           | Full Member da | Federazione                           |
| ------ | ----------------- | -------------- | ------------------------------------- |
| 1-3    | Australia         | 15 luglio 1909 | Cricket Australia                     |
| 1-3    | Inghilterra       | 15 luglio 1909 | England and Wales Cricket Board       |
| 1-3    | Sudafrica         | 15 luglio 1909 | Cricket South Africa                  |
| 4-6    | Indie Occidentali | 31 maggio 1926 | West Indies Cricket Board             |
| 4-6    | Nuova Zelanda     | 31 maggio 1926 | New Zealand Cricket                   |
| 4-6    | India             | 31 maggio 1926 | Board of Control for Cricket in India |
| 7      | Pakistan          | 28 luglio 1952 | Pakistan Cricket Board                |
| 8      | Sri Lanka         | 21 luglio 1981 | Sri Lanka Cricket                     |
| 9      | Zimbabwe          | 6 luglio 1992  | Zimbabwe Cricket                      |
| 10     | Bangladesh        | 26 giugno 2000 | Bangladesh Cricket Board              |
| 11-12  | Afghanistan       | 22 giugno 2017 | Afghanistan Cricket Federation        |
| 11-12  | Irlanda           | 22 giugno 2017 | Irish Cricket Union                   |

### Associate Members
| Nazione             | Federazione                                  | Membro dal | Fonte  |
| ------------------- | -------------------------------------------- | ---------- | ------ |
| Argentina           | Asociacion de Cricket Argentino              | 1974       | [ 1 ]  |
| Belgio              | Belgian Cricket Federation                   | 1991       | [ 2 ]  |
| Bermuda             | Bermuda Cricket Board                        | 1966       |        |
| Botswana            | Botswana Cricket Association                 | 2001       | [ 3 ]  |
| Canada              | Cricket Canada                               | 1968       |        |
| Isole Cayman        | Cayman Islands Cricket Association           | 1997       | [ 4 ]  |
| Danimarca           | Dansk Cricket Forbund                        | 1966       | [ 5 ]  |
| Figi                | Fiji Cricket Association                     | 1965       | [ 6 ]  |
| Francia             | Association France Cricket                   | 1998       | [ 7 ]  |
| Germania            | Deutscher Cricket Bund                       | 1999       | [ 8 ]  |
| Gibilterra          | Gibraltar Cricket Association                | 1969       | [ 9 ]  |
| Guernsey            | Guernsey Cricket Board                       | 2008       | [ 10 ] |
| Hong Kong           | Hong Kong Cricket Association                | 1969       |        |
| Israele             | Israel Cricket Association                   | 1974       |        |
| Italia              | Federazione Cricket Italiana                 | 1995       | [ 11 ] |
| Giappone            | Japan Cricket Association                    | 1989       | [ 12 ] |
| Jersey              | Jersey Cricket Board                         | 2007       | [ 13 ] |
| Kenya               | Cricket Kenya                                | 1981       |        |
| Kuwait              | Kuwait Cricket Association                   | 1998       | [ 14 ] |
| Malaysia            | Malaysian Cricket Association                | 1967       | [ 15 ] |
| Namibia             | Namibia Cricket Board                        | 1992       | [ 16 ] |
| Nepal               | Cricket Association of Nepal                 | 1996       | [ 17 ] |
| Paesi Bassi         | Koninklijke Nederlandse Cricket Bond         | 1966       |        |
| Nigeria             | Nigeria Cricket Association                  | 2002       | [ 18 ] |
| Oman                | Oman Cricket Board                           | 2014       | [ 19 ] |
| Papua Nuova Guinea  | Papua New Guinea Cricket Board               | 1973       | [ 20 ] |
| Scozia              | Cricket Scotland                             | 1994       |        |
| Singapore           | Singapore Cricket Association                | 1974       | [ 21 ] |
| Suriname            | Surinaamse Cricket Bond                      | 2002       | [ 22 ] |
| Tanzania            | Tanzania Cricket Association                 | 2001       | [ 23 ] |
| Thailandia          | Thailand Cricket League                      | 1995       | [ 24 ] |
| Uganda              | Uganda Cricket Association                   | 1998       | [ 25 ] |
| Emirati Arabi Uniti | Emirates Cricket Board                       | 1990       | [ 26 ] |
| Stati Uniti         | United States of America Cricket Association | 1965       |        |
| Vanuatu             | Vanuatu Cricket Association                  | 2009       | [ 27 ] |
| Zambia              | Zambia Cricket Union                         | 2003       | [ 28 ] |

### Affiliate Members
| Nazione                                   | Federazione                          | Membro dal | Fonte  |
| ----------------------------------------- | ------------------------------------ | ---------- | ------ |
| Austria                                   | Austrian Cricket Association         | 1992       | [ 29 ] |
| Bahamas                                   | Bahamas Cricket Association          | 1987       | [ 30 ] |
| Bahrein                                   | Bahrain Cricket Association          | 2001       | [ 31 ] |
| Belize                                    | Belize National Cricket Association  | 1997       | [ 32 ] |
| Bhutan                                    | Bhutan Cricket Council Board         | 2001       | [ 33 ] |
| Brasile                                   | Associaçao Brasileira de Cricket     | 2002       | [ 34 ] |
| Bulgaria                                  | Bulgaria Cricket Federation          | 2008       | [ 35 ] |
| Camerun                                   | Cameroon Cricket Association         | 2007       | [ 36 ] |
| Cile                                      | Asociacion Chilena de Cricket        | 2002       | [ 37 ] |
| Cina                                      | Chinese Cricket Association          | 2004       | [ 38 ] |
| Isole Cook                                | Cook Islands Cricket Association     | 2000       | [ 39 ] |
| Costa Rica                                | Costa Rica Cricket Federation        | 2002       | [ 40 ] |
| Croazia                                   | Croatia Cricket Board                | 2001       | [ 41 ] |
| Cipro                                     | Cyprus Cricket Association           | 1999       | [ 42 ] |
| Rep. Ceca                                 | Czech Republic Cricket Union         | 2000       | [ 43 ] |
| Estonia                                   | Estonia Cricket Association          | 2008       | [ 44 ] |
| Isole Falkland                            | Falkland Cricket Association         | 2007       | [ 45 ] |
| Finlandia                                 | Finnish Cricket Association          | 2000       | [ 46 ] |
| Gambia                                    | Gambia Cricket Association           | 2002       | [ 47 ] |
| Ghana                                     | Ghana Cricket Association            | 2002       | [ 48 ] |
| Grecia                                    | Hellenic Cricket Federation          | 1995       | [ 49 ] |
| Ungheria                                  | Hungarian Cricket Association        | 2012       | [ 50 ] |
| Indonesia                                 | Indonesia Cricket Foundation         | 2001       | [ 51 ] |
| Isola di Man                              | Isle of Man Cricket Association      | 2004       | [ 52 ] |
| Lesotho                                   | Lesotho Cricket Association          | 2001       | [ 53 ] |
| Lussemburgo                               | Luxembourg Cricket Federation        | 1998       | [ 54 ] |
| Maldive                                   | Cricket Control Board of Maldives    | 1998       | [ 55 ] |
| Mali                                      | Fédération Malienne de Cricket       | 2005       |        |
| Malta                                     | Malta Cricket Association            | 1998       | [ 56 ] |
| Messico                                   | Mexico Cricket Association           | 2004       | [ 57 ] |
| Marocco                                   | Moroccan Cricket Association         | 1999       | [ 58 ] |
| Mozambico                                 | Mozambican Cricket Association       | 2003       | [ 59 ] |
| Birmania                                  | Myanmar Cricket Federation           | 2006       | [ 60 ] |
| Norvegia                                  | Norwegian Cricket Board              | 2000       | [ 61 ] |
| Panama                                    | Panama Cricket Association           | 2002       | [ 62 ] |
| Perù                                      | Peru Cricket Association             | 2007       |        |
| Filippine                                 | Philippines Cricket Association      | 2000       | [ 63 ] |
| Portogallo                                | Federação Portuguesa de Cricket      | 1996       | [ 64 ] |
| Qatar                                     | Qatar Cricket Association            | 1999       | [ 65 ] |
| Romania                                   | Cricket Romania                      | 2013       | [ 66 ] |
| Russia                                    | Cricket Russia                       | 2012       | [ 67 ] |
| Ruanda                                    | Rwanda Cricket Association           | 2003       | [ 68 ] |
| Samoa                                     | Cricket Samoa                        | 2000       | [ 69 ] |
| Arabia Saudita                            | Saudi Cricket Centre                 | 2003       | [ 70 ] |
| Seychelles                                | Seychelles Cricket Association       | 2010       | [ 71 ] |
| Sierra Leone                              | Sierra Leone Cricket Association     | 2002       | [ 72 ] |
| Slovenia                                  | Slovenian Cricket Association        | 2005       | [ 73 ] |
| Corea del Sud                             | Korea Cricket Association            | 2001       | [ 74 ] |
| Spagna                                    | Asociacion Española de Cricket       | 1992       | [ 75 ] |
| Sant'Elena, Ascensione e Tristan da Cunha | St Helena Cricket Association        | 2001       | [ 76 ] |
| eSwatini                                  | Swaziland Cricket Association        | 2007       | [ 77 ] |
| Svezia                                    | Swedish Cricket Federation           | 1997       | [ 78 ] |
| Turks e Caicos                            | Turks and Caicos Cricket Association | 2002       | [ 79 ] |

### Membri sospesi
| Nazione | Federazione                                         | Membro dal | Note              |
| ------- | --------------------------------------------------- | ---------- | ----------------- |
| Brunei  | Brunei Darussalam National Cricket Association      | 1992       | Sospeso dal 2014. |
| Iran    | Cricket Federation for the Islamic Republic of Iran | 2003       | Sospeso dal 2013. |
| Malawi  | Malawi Cricket Association                          | 2003       | Sospeso dal 2013. |
| Turchia | Turkey Cricket Board                                | 2008       | Sospeso dal 2013. |

## Suddivisione interna

Attuali membri ICC per stato di appartenenza:
Membri a pieno titolo
Membri associati con ODI stato
Membri Associati
Membri ex o sospesi
Non membri

Esattamente come altre federazioni sportive mondiali l'ICC è suddiviso in enti regionali per gestire meglio l'attività sul territorio:
Operanti:
- African Cricket Association
- Americas Cricket Association
- Asian Cricket Council
- ICC East Asia-Pacific
- European Cricket Council

Defunte:
- East and Central Africa Cricket Council
- West Africa Cricket Council

## Competizioni organizzate
L'ICC organizza varie competizioni di First-Class e One-Day cricket:
- First Class
  - ICC Test Championship
  - ICC Intercontinental Cup
- Limited Overs
  - ICC ODI Championship (ODI)
  - Coppa del Mondo di cricket (ODI)
  - Coppa del Mondo T20 maschile di cricket (Twenty20)
  - ICC Champions Trophy (ODI)
  - World Cricket League (ODI)
  - ICC World Cup Qualifier (qualificazioni per la coppa del mondo)
- Premi individuali
  - Sir Garfield Sobers Trophy

## Presidenti
|     | Nome                     | Nazione                      | Mandato   |
| --- | ------------------------ | ---------------------------- | --------- |
| 1.  | Sir Colin Cowdrey        | Inghilterra (bandiera)       | 1989–1993 |
| 2.  | Sir Clyde Walcott        | Indie Occidentali (bandiera) | 1993–1997 |
| 3.  | Jagmohan Dalmiya         | India (bandiera)             | 1997–2000 |
| 4.  | Malcolm Gray             | Australia (bandiera)         | 2000–2003 |
| 5.  | Ehsan Mani               | Pakistan (bandiera)          | 2003–2006 |
| 6.  | Percy Sonn               | Sudafrica (bandiera)         | 2006–2007 |
| 7.  | Ray Mali                 | Sudafrica (bandiera)         | 2007–2008 |
| 8.  | David Morgan             | Inghilterra (bandiera)       | 2008–2010 |
| 9.  | Sharad Pawar             | India (bandiera)             | 2010–2012 |
| 10. | Alan Isaac               | Nuova Zelanda (bandiera)     | 2012–2014 |
| 11. | Mustafa Kamal            | Bangladesh (bandiera)        | 2014–2014 |
| 12. | Narayanaswami Srinivasan | India (bandiera)             | 2014–2015 |
| 13. | Shashank Manohar         | India (bandiera)             | 2015-att  |